# Kevin Buzzacott
Kevin Buzzacott (né en 1947), souvent désigné comme l'Oncle Kev en tant que aîné autochtone, est un activiste australien indigène de la nation  Arabunna dans le nord de l'Australie du Sud. Il a fait campagne à grande échelle pour la reconnaissance culturelle, la justice et la défense des droits fonciers du peuple Autochtone, et a initié et dirigé de nombreuses campagnes, y compris contre l'activité d'extraction d'uranium d'Olympic Dam, en Australie du Sud, sur les terres Kokatha et l'exploitation de l'eau du Grand Bassin Artésien.
Il est affectueusement connu comme "Oncle Kev' et il est respecté par les populations autochtones et non-autochtones australiennes pour ses efforts continus pour la protection du pays, de la culture et de l'esprit.

## Prix
En 2001, Kevin Buzzacott a reçu le prestigieux Nuclear-Free Future Award, en Irlande, qui lui a donné l'occasion de voyager en Europe et de parler à des supporters des droits fonciers des Autochtones.

## Films documentaires
Oncle Kevin Buzzacott est apparu dans de nombreux films documentaires, y compris la First Fleet Black (2005), , Près et Loin (en production) et de courts métrages de cinéastes dont Jessi Boylan et Pip Starr.